# Mikael Mölstad

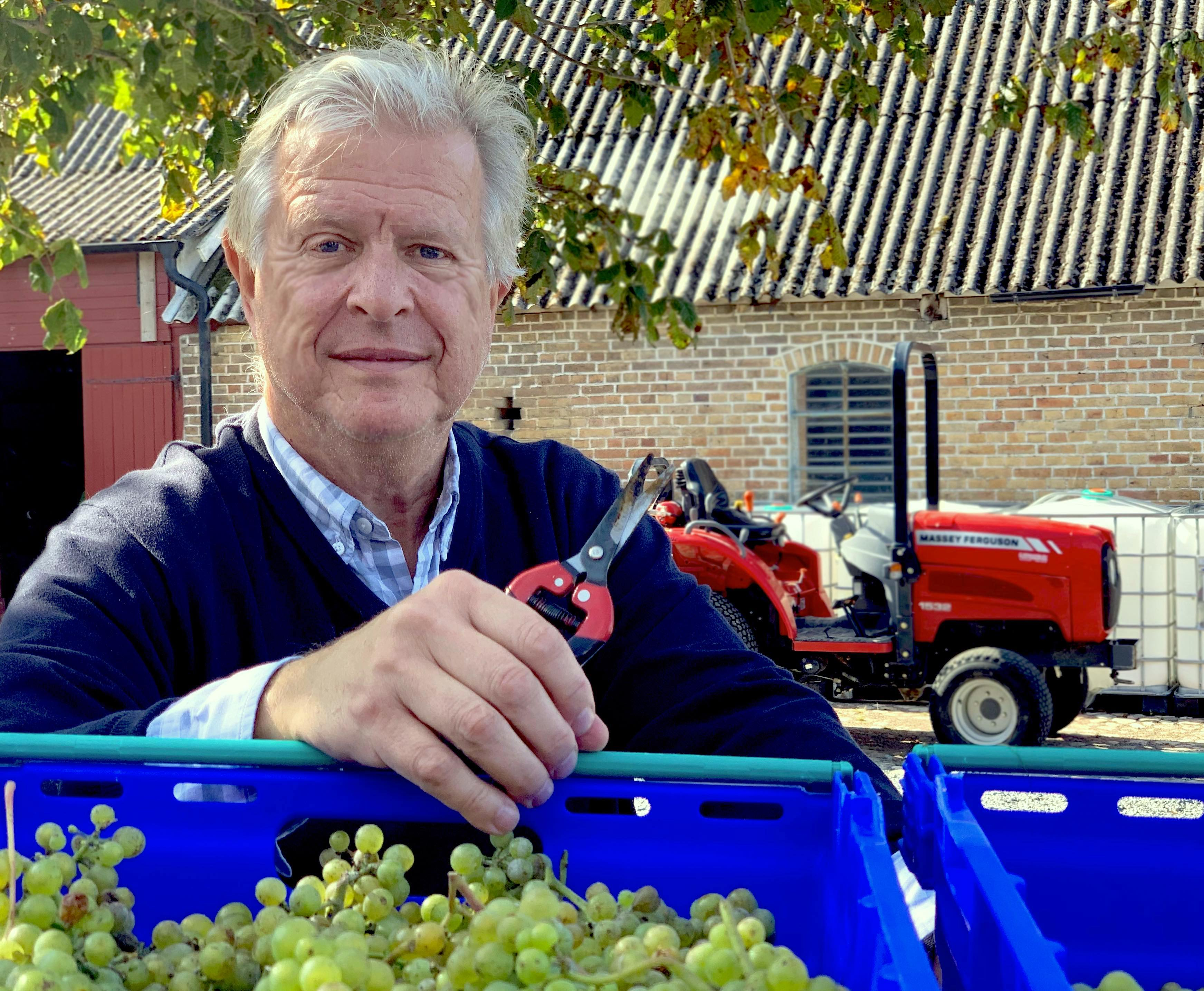
Mikael Mölstad på skånsk vingård under skörd i september 2022.

Lars Gösta Mikael Mölstad, född 18 mars 1951 i Jönköpings Sofia församling, är en svensk vin- och matjournalist. Mölstad har bland annat skapat En Värld av Vin och skrivit ett flertal böcker samt undervisat kring vinprovning, vin och mat samt sensorik. 2021 utkom Stora Vinskolan på Millhouse Förlag. Mölstad driver även podcasten Vinskolan (5) med sonen Carl-Johan Mölstad i samarbete med Acast.
Mikael Mölstad är tillsammans med Lars-Peder Hedberg grundare av restaurangguiden White Guide dock såld till nya ägare 2023. Han är redaktör på Allt om Vin, vinskribent på Svenska Dagbladet samt grundare av Millhouse Förlag. Mölstad är även en av ägarna till trädgårdscaféet Flickorna Lundgren på Skäret (6). Mölstad är också initiativtagare till The Swedish Wine Tasting 2024. 
Stora Vinskolan utsågs 2022 till bästa bok i klassen ”Wine Education” i Gourmand World Cookbook Award.
Mikael Mölstad tog studenten på Nicolaiskolan i Helsingborg 1970. Gjorde militärtjänst i Flygvapnet 1971-72. Utbildad inom reklam genom RMI Berghs 1970, Folklivsforskning / Etnologi på Lunds Universitet 1972-1973, samt journalistik på Skurups Folkhögskola 1973-74. Mölstad har arbetat som copywriter och projektledare på olika reklambyråer 1975-1985. Under åren 1985-1989 var han reklamchef på Europeiska Ferieskolan (idag EF Education First). Sedan 1990 bedriver Mölstad sin verksamhet genom det egna förlaget Millhouse.
Mikael Mölstad är farbror till poeten Petra Mölstad.

## Utmärkelser
- 1999 – Vinakademiens Stora Pris[2]
- 2003 – Årets Vinprofil hos Munskänkarna
- 2005 – Årets Näsa i regi av Vin & Sprithistoriska Museet.
- 2014 – Guldpennan från Gastronomiska akademien[3]
- 2018 – Årets Svenska Vinambassadör